# Neochera proxima
Neochera proxima là một loài bướm đêm trong họ Erebidae.